# Litochrus pallidicollis
Litochrus pallidicollis là một loài bọ cánh cứng trong họ Phalacridae. Loài này được Lea miêu tả khoa học năm 1932.